# 1779

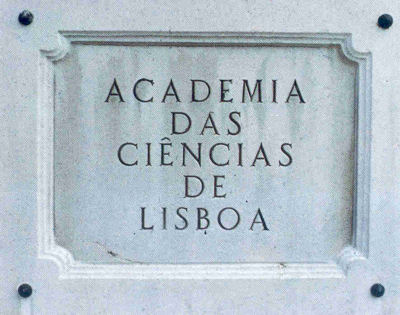
Academia Real das Ciências. Lisboa.

- Wikisource

| Calendário gregoriano                                                        | 1779 MDCCLXXIX                       |
| Ab urbe condita                                                              | 2532                                 |
| Calendário arménio                                                           | 1228 – 1229                          |
| Calendário bahá'í                                                            | -65 – -64                            |
| Calendário budista                                                           | 2323                                 |
| Calendário chinês                                                            | 4475 – 4476 Início a 16 de fevereiro |
| Calendário copta                                                             | 1495 – 1496                          |
| Calendário etíope                                                            | 1771 – 1772                          |
| Calendários hindus - Vikram Samvat - Calendário nacional indiano - Cáli Iuga | 1834 – 1835 1700 – 1701 4879 – 4880  |
| Calendário Holoceno                                                          | 11779                                |
| Calendário islâmico                                                          | 1193 – 1194                          |
| Calendário judaico                                                           | 5539 – 5540                          |
| Calendário persa                                                             | 1157 – 1158                          |
| Calendário rúnico                                                            | 2029                                 |
| Calendário solar tailandês                                                   | 2322                                 |

1779 (MDCCLXXIX, na numeração romana) foi um ano comum do século XVIII do actual Calendário Gregoriano, da Era de Cristo, e a sua letra dominical foi C, teve 52 semanas, início a uma sexta-feira e terminou também a uma sexta-feira.
| Ano completo                       |
| ---------------------------------- |
| Ano comum com início à sexta-feira |

## Eventos
- 30 de junho - Uma inundação do rio Este mata 32 pessoas e provoca vários estragos materiais e monetários em Braga.[1]

- 24 de dezembro - Criação da Academia das Ciências de Lisboa.

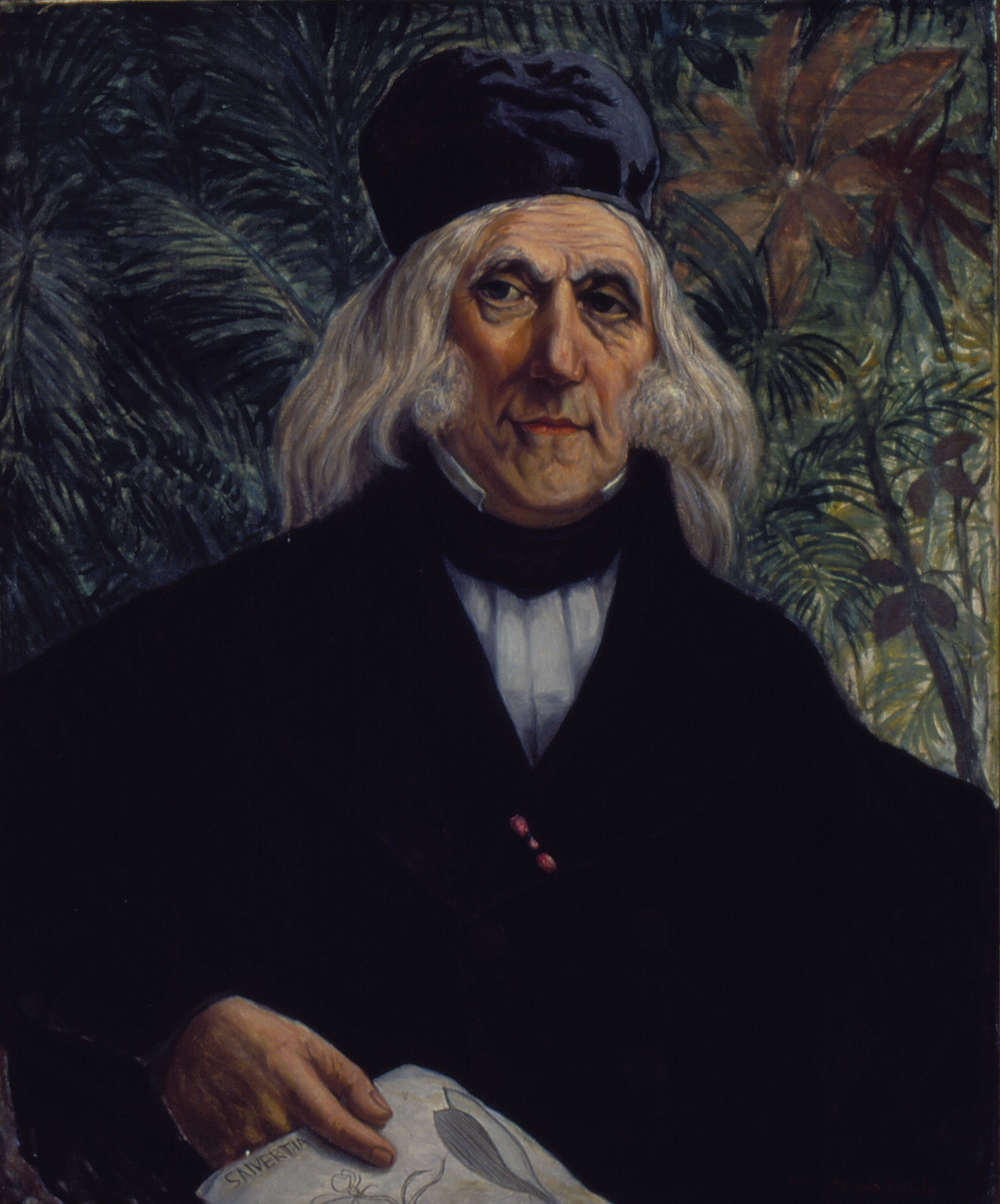
Auguste de Saint-Hilaire.

## Nascimentos
- 7 de agosto - Carl Ritter, geógrafo alemão (m. 1859).
- 20 de agosto - Jöns Jacob Berzelius, químico sueco (m. 1848).
- 4 de outubro - Auguste de Saint-Hilaire, naturalista francês (m. 1853).

## Mortes
- 14 de fevereiro - James Cook, explorador britânico, num confronto com nativos do Havai (n. 1728)

## Por tema
- 1779 na ciência
- 1779 na literatura